# Ecaterina Andronescu

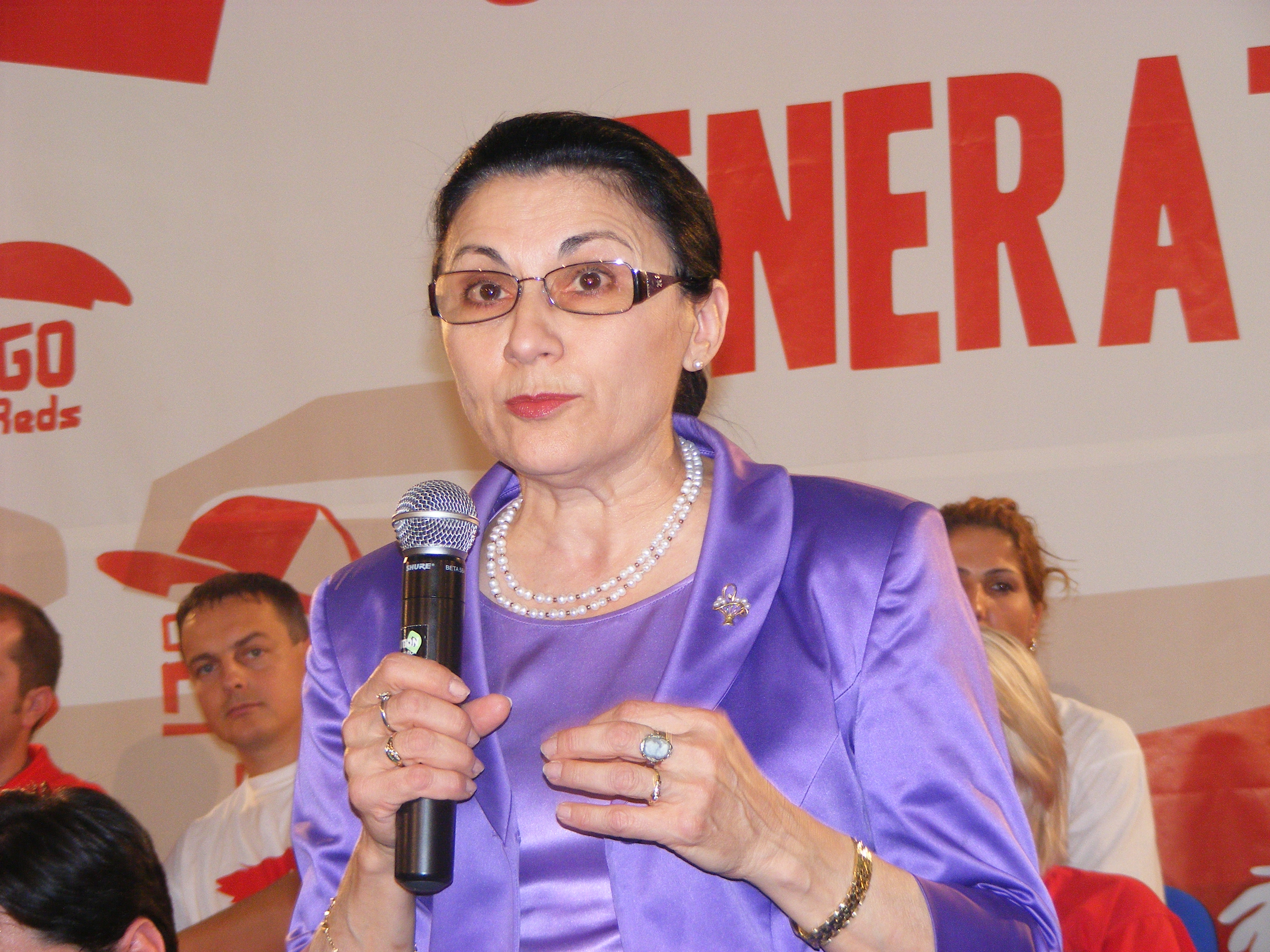
Ecaterina Andronescu (2009)

Ecaterina Andronescu (* 7. April 1948 in Malovăț, Kreis Mehedinți) ist eine rumänische Politikerin und Mitglied der Sozialdemokratischen Partei (PSD, Partidul Social Democrat) Rumäniens.
Seit 1996 ist Andronescu Mitglied der PSD, von 1996 bis 2008 hatte sie einen Sitz in der rumänischen Abgeordnetenkammer und ist seit 2008 Mitglied des Senats. Sie war Bildungsministerin Rumäniens im Kabinett Năstase von 2000 bis Juni 2003, im Kabinett Boc von 2008 bis 2009 und im Kabinett Ponta im Jahr 2012.
Andronescu ist verheiratet und hat ein Kind.

## Biografie
Andronescu wurde in Malovăț, Kreis Mehedinți geboren und machte 1972 einen Ingenieursabschluss der Polytechnischen Universität Bukarest im Bereich Chemie. 1982 promovierte sie auf dem gleichen Gebiet. Von 1992 bis 2004 war sie Dekanin der Fakultät, 2004 wurde sie Rektorin der Universität und blieb es bis 2012.

## Plagiatsvorwürfe
Nachdem Andronescu ein drittes Mal Bildungsministerin Rumäniens wurde, forderte Präsident Traian Băsescu vor dem Hintergrund diverser Plagiatsaffären zu dieser Zeit, von denen auch ihr direkter Vorgänger Ioan Mang betroffen war, eine Erklärung, dass ihre Doktorarbeit frei von Plagiaten sei. Andronescu erklärte daraufhin, dass sie nie plagiiert habe. Am 29. November 2012 wurden durch das Blog „integru.org“ Plagiatsvorwürfe bezüglich einer wissenschaftlichen Veröffentlichung bekannt, die 2003 von Aurelia Cristina Nechifor und Ecaterina Andronescu verfasst worden war. Andronescu wies die Vorwürfe zurück.